# Prince George's County
Prince George's County is een county in de Amerikaanse staat Maryland.
De county heeft een landoppervlakte van 1.257 km² en telt 801.515 inwoners (volkstelling 2000). De hoofdplaats is Upper Marlboro.

## Bevolkingsontwikkeling

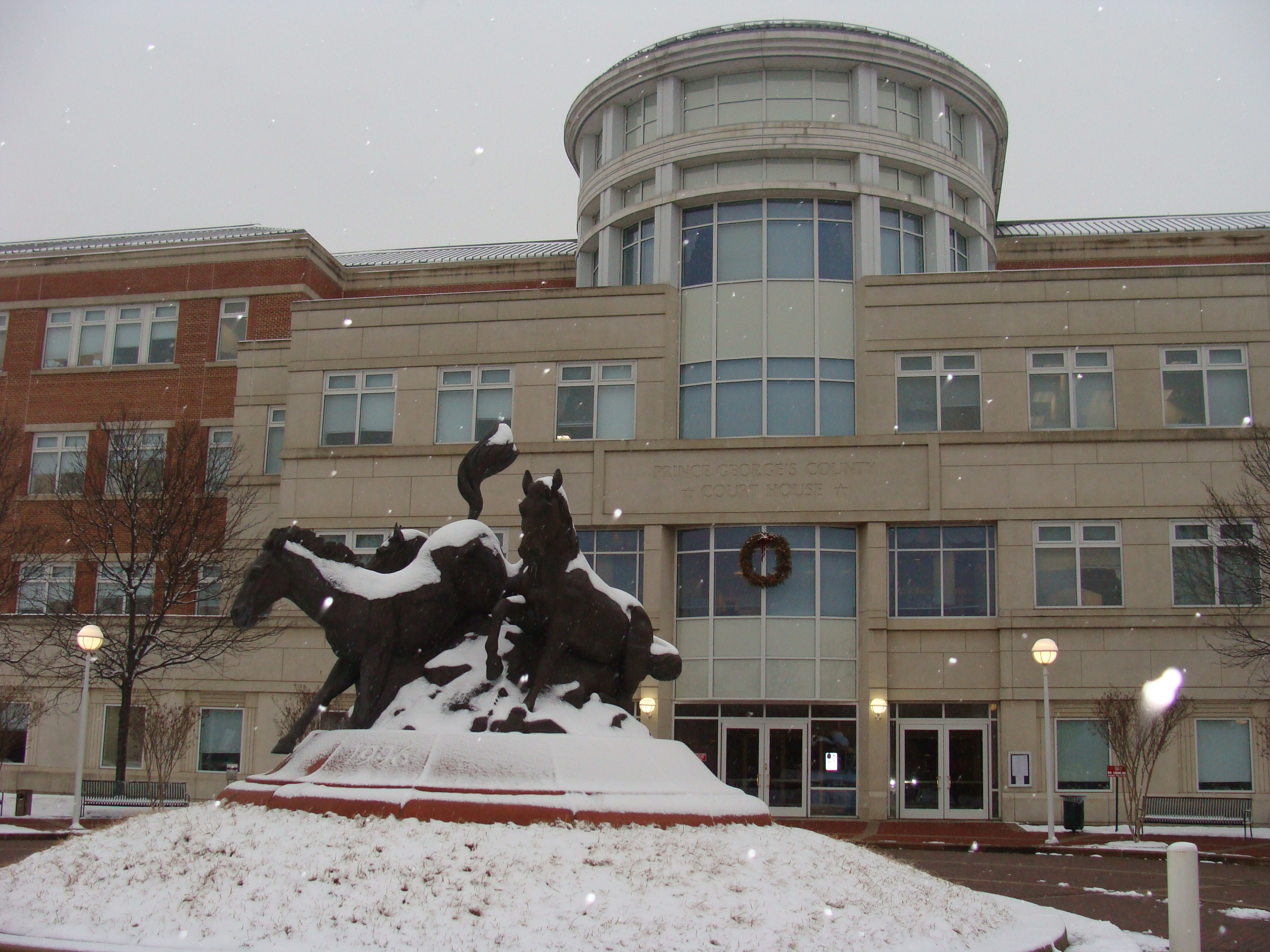
Prince George's County Courthouse